# Bundesliga de 2023–24
A Bundesliga de 2023–24 foi a 61ª temporada da Bundesliga, a principal competição Futebol da Alemanha. Começou em 18 de agosto de 2023 e terminou  em 18 de maio de 2024.
Na 29ª rodada, o Bayer Leverkusen se sagrou campeão pela primeira vez em sua história, vencendo o Werder Bremen por 5–0 em casa, derrubando a hegemonia de onze títulos consecutivos do Bayern de Munique. O clube confirmou o título de maneira invicta após vencer o Augsburg por 2–1, algo inédito na história da competição.
Com três rodadas de antecedência o Darmstadt 98 foi o primeiro clube a ser rebaixado, o descenso foi confirmado após perder na 31ª rodada para o Heidenheim em casa por 1–0, voltando a 2. Bundesliga um ano após seu acesso a Bundesliga. Na última rodada, o último clube rebaixado foi o Köln que dependia de uma vitória contra o Heidenheim fora de casa, na qual perdeu por 4–1, sendo rebaixado após cinco temporadas na principal divisão.

## Regulamento
Os 18 clubes se enfrentam em jogos de ida e volta no sistema de pontos corridos. O clube que somar o maior número de pontos será declarado campeão. Além do campeão, o 2º, 3º e 4º colocados garantem vagas na Liga dos Campeões da UEFA. O 5º colocado ganha vaga na Liga Europa da UEFA, enquanto o 6º colocado garante vaga na fase preliminar da Liga Conferência Europa da UEFA.
Por outro lado, os últimos dois colocados são rebaixados à 2. Bundesliga. O 16º colocado, por sua vez, disputa um play-off contra o 3º colocado da 2. Bundesliga para saber quem jogará a elite na temporada seguinte.

### Critérios de desempate
- Maior saldo de gols;
- Maior número de gols pró;
- Confronto direto.[5]

## Participantes

### Promovidos e rebaixados
| Pos. | Rebaixados da Bundesliga de 2022–23 |
| ---- | ----------------------------------- |
| 17º  | Schalke 04                          |
| 18º  | Hertha Berlim                       |

| Pos. | Promovidos da 2. Bundesliga de 2022–23 |
| ---- | -------------------------------------- |
| 1º   | Heidenheim                             |
| 2º   | Darmstadt 98                           |

### Informações dos clubes
| Equipe                   | Cidade               | Estádio (mando)                | Capacidade |
| ------------------------ | -------------------- | ------------------------------ | ---------- |
| Augsburg                 | Augsburg             | SGL Arena                      | 30,660     |
| Bochum                   | Bochum               | Vonovia Ruhrstadion            | 27,599     |
| Bayer Leverkusen         | Leverkusen           | BayArena                       | 30,210     |
| Bayern de Munique        | Munich               | Allianz Arena                  | 75,000     |
| Borussia Dortmund        | Dortmund             | Signal Iduna Park              | 81,365     |
| Borussia Mönchengladbach | Mönchengladbach      | Borussia-Park                  | 54,057     |
| Darmstadt 98             | Darmstadt            | Merck-Stadion am Böllenfalltor | 17,650     |
| Eintracht Frankfurt      | Frankfurt            | Deutsche Bank Park             | 51,500     |
| Freiburg                 | Freiburg im Breisgau | Europa-Park Stadion            | 34,700     |
| Heidenheim               | Heidenheim           | Voith-Arena                    | 15,000     |
| Hoffenheim               | Sinsheim             | PreZero Arena                  | 30,150     |
| Köln                     | Colônia              | RheinEnergieStadion            | 49,698     |
| RB Leipzig               | Leipzig              | Red Bull Arena                 | 47,069     |
| Mainz 05                 | Mainz                | Mewa Arena                     | 33,305     |
| Stuttgart                | Stuttgart            | MHPArena                       | 60,449     |
| Union Berlin             | Berlim               | Stadion An der Alten Försterei | 22,012     |
| Werder Bremen            | Bremen               | Wohninvest Weserstadion        | 42,100     |
| Wolfsburg                | Wolfsburg            | Volkswagen Arena               | 30,000     |

## Classificação
| Pos | Equipe                   | Pts | J  | V  | E  | D  | GP | GC | SG  | Classificação ou descenso                            |
| --- | ------------------------ | --- | -- | -- | -- | -- | -- | -- | --- | ---------------------------------------------------- |
| 1   | Bayer Leverkusen (C)     | 90  | 34 | 28 | 6  | 0  | 89 | 24 | +65 | Fase de liga da Liga dos Campeões da UEFA de 2024–25 |
| 2   | Stuttgart                | 73  | 34 | 23 | 4  | 7  | 78 | 39 | +39 | Fase de liga da Liga dos Campeões da UEFA de 2024–25 |
| 3   | Bayern de Munique        | 72  | 34 | 23 | 3  | 8  | 94 | 45 | +49 | Fase de liga da Liga dos Campeões da UEFA de 2024–25 |
| 4   | RB Leipzig               | 65  | 34 | 19 | 8  | 7  | 77 | 39 | +38 | Fase de liga da Liga dos Campeões da UEFA de 2024–25 |
| 5   | Borussia Dortmund        | 63  | 34 | 18 | 9  | 7  | 68 | 43 | +25 | Fase de liga da Liga dos Campeões da UEFA de 2024–25 |
| 6   | Eintracht Frankfurt      | 47  | 34 | 11 | 14 | 9  | 51 | 50 | +1  | Fase de liga da Liga Europa da UEFA de 2024–25       |
| 7   | Hoffenheim               | 46  | 34 | 13 | 7  | 14 | 66 | 66 | 0   | Fase de liga da Liga Europa da UEFA de 2024–25       |
| 8   | Heidenheim               | 42  | 34 | 10 | 12 | 12 | 50 | 55 | −5  | Play-off da Liga Conferência da UEFA de 2024–25      |
| 9   | Werder Bremen            | 42  | 34 | 11 | 9  | 14 | 48 | 54 | −6  |                                                      |
| 10  | Freiburg                 | 42  | 34 | 11 | 9  | 14 | 45 | 58 | −13 |                                                      |
| 11  | Augsburg                 | 39  | 34 | 10 | 9  | 15 | 50 | 60 | −10 |                                                      |
| 12  | Wolfsburg                | 37  | 34 | 10 | 7  | 17 | 41 | 56 | −15 |                                                      |
| 13  | Mainz 05                 | 35  | 34 | 7  | 14 | 13 | 39 | 51 | −12 |                                                      |
| 14  | Borussia Mönchengladbach | 34  | 34 | 7  | 13 | 14 | 56 | 67 | −11 |                                                      |
| 15  | Union Berlin             | 33  | 34 | 9  | 6  | 19 | 33 | 58 | −25 |                                                      |
| 16  | Bochum (O)               | 33  | 34 | 7  | 12 | 15 | 42 | 74 | −32 | Play-off de rebaixamento                             |
| 17  | Köln                     | 27  | 34 | 5  | 12 | 17 | 28 | 60 | −32 | Zona de rebaixamento à 2. Bundesliga de 2024–25      |
| 18  | Darmstadt 98             | 17  | 34 | 3  | 8  | 23 | 30 | 86 | −56 | Zona de rebaixamento à 2. Bundesliga de 2024–25      |

1. ↑  A Bundesliga ganhou uma vaga adicional na Liga dos Campeões devido à Alemanha terminar como uma das duas associações com a maior coeficiente de pontos em 2023–24.
2. 1 2  O Bayer Leverkusen se classificou para a fase de liga da Liga Europa graças ao título da Copa da Alemanha de 2023–24, mas a equipe terminou entre os cincos primeiros colocados, com base na posição da liga, a vaga na Liga Europa foi passada para o sétimo colocado e a vaga na Liga Conferência foi passada para o oitavo colocado.

## Confrontos
| Mandante \ Visitante     | AUG | BOC | BRE | DAR | DOR | FRA | FRE | HEI | HOF | KÖL | LEI | LEV | MAI | MÖN | MUN | STU | UNB | WOL |
| ------------------------ | --- | --- | --- | --- | --- | --- | --- | --- | --- | --- | --- | --- | --- | --- | --- | --- | --- | --- |
| Augsburg                 | —   | 2–2 | 0–3 | 1–2 | 1–1 | 2–1 | 2–1 | 1–0 | 1–1 | 1–1 | 2–2 | 0–1 | 2–1 | 4–4 | 2–3 | 0–1 | 2–0 | 3–2 |
| Bochum                   | 1–1 | —   | 1–1 | 2–2 | 1–1 | 1–1 | 1–2 | 1–1 | 3–2 | 1–1 | 1–4 | 0–5 | 2–2 | 1–3 | 3–2 | 1–0 | 3–0 | 0–1 |
| Werder Bremen            | 2–0 | 4–1 | —   | 1–1 | 1–2 | 2–2 | 3–1 | 1–2 | 2–3 | 2–1 | 1–1 | 0–3 | 4–0 | 2–2 | 0–4 | 2–1 | 2–0 | 0–2 |
| Darmstadt 98             | 0–6 | 1–2 | 4–2 | —   | 0–3 | 2–2 | 0–1 | 0–1 | 0–6 | 0–1 | 1–3 | 0–2 | 0–0 | 3–3 | 2–5 | 1–2 | 1–4 | 0–1 |
| Borussia Dortmund        | 5–1 | 3–1 | 1–0 | 4–0 | —   | 3–1 | 3–0 | 2–2 | 2–3 | 1–0 | 2–3 | 1–1 | 1–1 | 4–2 | 0–4 | 0–1 | 4–2 | 1–0 |
| Eintracht Frankfurt      | 3–1 | 1–1 | 1–1 | 1–0 | 3–3 | —   | 0–0 | 2–0 | 3–1 | 1–1 | 2–2 | 1–5 | 1–0 | 2–1 | 5–1 | 1–2 | 0–0 | 2–2 |
| Freiburg                 | 2–0 | 2–1 | 1–0 | 1–1 | 2–4 | 3–3 | —   | 1–1 | 3–2 | 2–0 | 1–4 | 2–3 | 1–1 | 3–3 | 2–2 | 1–3 | 0–0 | 1–2 |
| Heidenheim               | 2–5 | 0–0 | 4–2 | 3–2 | 0–0 | 1–2 | 3–2 | —   | 2–3 | 4–1 | 1–2 | 1–2 | 1–1 | 1–1 | 3–2 | 2–0 | 1–0 | 1–1 |
| Hoffenheim               | 3–1 | 3–1 | 2–1 | 3–3 | 1–3 | 1–3 | 1–2 | 1–1 | —   | 1–1 | 1–1 | 2–3 | 1–1 | 4–3 | 4–2 | 0–3 | 0–1 | 3–1 |
| Köln                     | 1–1 | 2–1 | 0–1 | 0–2 | 0–4 | 2–0 | 0–0 | 1–1 | 1–3 | —   | 1–5 | 0–2 | 0–0 | 3–1 | 0–1 | 0–2 | 3–2 | 1–2 |
| RB Leipzig               | 3–0 | 0–0 | 1–1 | 2–0 | 4–1 | 0–1 | 3–1 | 2–1 | 3–1 | 6–0 | —   | 2–3 | 0–0 | 2–0 | 2–2 | 5–1 | 2–0 | 3–0 |
| Bayer Leverkusen         | 2–1 | 4–0 | 5–0 | 5–1 | 1–1 | 3–0 | 2–1 | 4–1 | 2–1 | 3–0 | 3–2 | —   | 1–0 | 0–0 | 3–0 | 2–2 | 4–0 | 2–0 |
| Mainz 05                 | 1–0 | 2–0 | 0–1 | 4–0 | 3–0 | 1–1 | 0–1 | 0–1 | 4–1 | 1–1 | 2–0 | 0–3 | —   | 1–1 | 1–3 | 1–3 | 1–1 | 1–1 |
| Borussia Mönchengladbach | 1–2 | 5–2 | 2–2 | 1–1 | 1–2 | 1–1 | 0–3 | 2–1 | 2–1 | 3–3 | 0–1 | 0–3 | 2–2 | —   | 1–2 | 3–1 | 0–0 | 4–0 |
| Bayern de Munique        | 3–1 | 7–0 | 0–1 | 8–0 | 0–2 | 2–1 | 3–0 | 4–2 | 3–0 | 2–0 | 2–1 | 2–2 | 8–1 | 3–1 | —   | 3–0 | 1–0 | 2–0 |
| Stuttgart                | 3–0 | 5–0 | 2–0 | 3–1 | 2–1 | 3–0 | 5–0 | 3–3 | 2–3 | 1–1 | 5–2 | 1–1 | 3–1 | 4–0 | 3–1 | —   | 2–0 | 3–1 |
| Union Berlin             | 1–1 | 3–4 | 2–1 | 1–0 | 0–2 | 0–3 | 1–1 | 2–2 | 0–2 | 2–0 | 0–3 | 0–1 | 4–1 | 3–1 | 1–5 | 0–3 | —   | 1–0 |
| Wolfsburg                | 1–3 | 1–0 | 2–2 | 3–0 | 1–1 | 2–0 | 0–1 | 2–0 | 2–2 | 1–1 | 2–1 | 1–2 | 1–3 | 1–3 | 1–2 | 2–3 | 2–1 | —   |

## Play-off de rebaixamento

### Jogo de ida
| 23 de maio de 2024 | Bochum | 0 – 3     | Fortuna Düsseldorf                              | RewirpowerSTADION, Bochum                    |
| 20:30 (UTC+2)      |        | Relatório | Hofmann 13' (g.c.) · Klaus 64' · Engelhardt 72' | Público: 26 000 Árbitro: ALE Robert Schroder |

### Jogo de volta
| 27 de maio de 2024 | Fortuna Düsseldorf | 0 – 3     | Bochum                              | Esprit Arena, Düsseldorf                   |
| 20:30 (UTC+2)      |                    | Relatório | Hofmann 18', 66' · Stöger 70' (pen) | Público: 51 500 Árbitro: ALE Deniz Aytekin |

|                                                                |       | Penalidades                                              |  |
| Hoffmann Jóhannesson Engelhardt Oberdorf Tzolis Niemiec Uchino | 5 – 6 | Paciência Bero Mašović Asano Stöger Schlotterbeck Wittek |  |

3–3 no placar agregado. O Bochum venceu por 6–5 na disputa por pênaltis. Ambas as equipes permanecem em suas respectivas ligas.

## Estatísticas
Atualizado em 18 de maio de 2024.

### Artilheiros
| Pos. | Jogador            | Equipe            | Gols |
| ---- | ------------------ | ----------------- | ---- |
| 1    | Harry Kane         | Bayern de Munique | 36   |
| 2    | Serhou Guirassy    | Stuttgart         | 28   |
| 3    | Loïs Openda        | RB Leipzig        | 24   |
| 4    | Deniz Undav        | Stuttgart         | 18   |
| 5    | Maximilian Beier   | Hoffenheim        | 16   |
| 6    | Andrej Kramarić    | Hoffenheim        | 15   |
| 6    | Ermedin Dermirović | Augsburg          | 15   |
| 8    | Benjamin Šeško     | RB Leipzig        | 14   |
| 8    | Victor Boniface    | Bayer Leverkusen  | 14   |
| 10   | Donyell Malen      | Borussia Dortmund | 13   |

### Assistentes
| Pos. | Jogador            | Equipe                   | Assists. |
| ---- | ------------------ | ------------------------ | -------- |
| 1    | Alejandro Grimaldo | Bayer Leverkusen         | 13       |
| 2    | Florian Wirtz      | Bayer Leverkusen         | 11       |
| 2    | Jan-Niklas Beste   | Heidenheim               | 11       |
| 2    | Julian Brandt      | Borussia Dortmund        | 11       |
| 2    | Leroy Sané         | Bayern de Munique        | 11       |
| 2    | Xavi Simons        | RB Leipzig               | 11       |
| 7    | Deniz Undav        | Stuttgart                | 9        |
| 7    | Ermedin Dermirović | Augsburg                 | 9        |
| 7    | Franck Honorat     | Borussia Mönchengladbach | 9        |
| 7    | Kevin Stöger       | Bochum                   | 9        |
| 7    | Marvin Ducksch     | Werder Bremen            | 9        |
| 7    | Thomas Müller      | Bayern de Munique        | 9        |

### Hat-tricks
| Jogador         | Clube                    | Contra            | Resultado | Data                   |
| --------------- | ------------------------ | ----------------- | --------- | ---------------------- |
| Kevin Behrens   | Union Berlin             | Mainz 05          | 4–1 (C)   | 20 de agosto de 2023   |
| Serhou Guirassy | Stuttgart                | Mainz 05          | 3–1 (F)   | 16 de setembro de 2023 |
| Harry Kane      | Bayern de Munique        | Bochum            | 7–0 (C)   | 23 de setembro de 2023 |
| Serhou Guirassy | Stuttgart                | Wolfsburg         | 3–1 (C)   | 7 de outubro de 2023   |
| Harry Kane      | Bayern de Munique        | Darmstadt 98      | 8–0 (C)   | 28 de outubro de 2023  |
| Harry Kane      | Bayern de Munique        | Borussia Dortmund | 4–0 (F)   | 4 de novembro de 2023  |
| Patrik Schick   | Bayer Leverkusen         | Bochum            | 4–0 (C)   | 20 de dezembro de 2023 |
| Niclas Füllkrug | Borussia Dortmund        | Bochum            | 3–1 (C)   | 28 de janeiro de 2024  |
| Harry Kane      | Bayern de Munique        | Mainz 05          | 8–1 (C)   | 10 de março de 2024    |
| Florian Wirtz   | Bayer Leverkusen         | Werder Bremen     | 5–0 (C)   | 14 de abril de 2024    |
| Robin Hack      | Borussia Mönchengladbach | Hoffenheim        | 3–4 (F)   | 20 de abril de 2024    |
| Andrej Kramarić | Hoffenheim               | Bayern de Munique | 4–2 (C)   | 18 de maio de 2024     |

## Prêmios

### Prêmios Mensais
| Mês       | Jogador do Mês     | Jogador do Mês   | Jogador Jovem do Mês | Jogador Jovem do Mês | Gol do Mês       | Gol do Mês        | Ref.               |
| Mês       | Jogador            | Clube            | Jogador              | Clube                | Jogador          | Club              | Ref.               |
| --------- | ------------------ | ---------------- | -------------------- | -------------------- | ---------------- | ----------------- | ------------------ |
| Agosto    | Victor Boniface    | Bayer Leverkusen | Victor Boniface      | Bayer Leverkusen     | Jan-Niklas Beste | Heidenheim        | [ 8 ] [ 9 ] [ 10 ] |
| Setembro  | Serhou Guirassy    | Stuttgart        | Victor Boniface      | Bayer Leverkusen     | Xavi Simons      | RB Leipzig        | [ 8 ] [ 9 ] [ 10 ] |
| Outubro   | Florian Wirtz      | Bayer Leverkusen | Victor Boniface      | Bayer Leverkusen     | Harry Kane       | Bayern de Munique | [ 8 ] [ 9 ] [ 10 ] |
| Novembro  | Deniz Undav        | Stuttgart        | Victor Boniface      | Bayer Leverkusen     | Harry Kane       | Bayern de Munique | [ 8 ] [ 9 ] [ 10 ] |
| Dezembro  | Florian Wirtz      | Bayer Leverkusen | Xavi Simons          | RB Leipzig           | Harry Kane       | Bayern de Munique | [ 8 ] [ 9 ] [ 10 ] |
| Janeiro   | Deniz Undav        | Stuttgart        | Ian Maatsen          | Borussia Dortmund    | Xavi Simons      | RB Leipzig        | [ 8 ] [ 9 ] [ 10 ] |
| Fevereiro | Florian Wirtz      | Bayer Leverkusen | Maximilian Beier     | Hoffenheim           | Harry Kane       | Bayern de Munique | [ 8 ] [ 9 ] [ 10 ] |
| Março     | Serhou Guirassy    | Stuttgart        | Maximilian Beier     | Hoffenheim           | Jamal Musiala    | Bayern de Munique | [ 8 ] [ 9 ] [ 10 ] |
| Abril     | Alejandro Grimaldo | Bayer Leverkusen | Xavi Simons          | RB Leipzig           | Harry Kane       | Bayern de Munique | [ 8 ] [ 9 ] [ 10 ] |
| Maio      | —                  | —                | —                    | —                    | Marco Reus       | Borussia Dortmund | [ 8 ] [ 9 ] [ 10 ] |

### Prêmios Anuais

#### Jogador da Temporada
| Pos. | Jogador       | Equipe           | Ref.   |
| ---- | ------------- | ---------------- | ------ |
| MC   | Florian Wirtz | Bayer Leverkusen | [ 11 ] |

### Equipe da Temporada

#### EA Sports
| Pos. | Jogador            | Equipe            | Ref.   |
| ---- | ------------------ | ----------------- | ------ |
| G    | Gregor Kobel       | Borussia Dortmund | [ 12 ] |
| DF   | Jeremie Frimpong   | Bayer Leverkusen  | [ 12 ] |
| DF   | Jonathan Tah       | Bayer Leverkusen  | [ 12 ] |
| DF   | Waldemar Anton     | Stuttgart         | [ 12 ] |
| DF   | Alejandro Grimaldo | Bayer Leverkusen  | [ 12 ] |
| MC   | Jamal Musiala      | Bayern de Munique | [ 12 ] |
| MC   | Granit Xhaka       | Bayer Leverkusen  | [ 12 ] |
| MC   | Florian Wirtz      | Bayer Leverkusen  | [ 12 ] |
| ATA  | Serhou Guirassy    | Stuttgart         | [ 12 ] |
| ATA  | Harry Kane         | Bayern de Munique | [ 12 ] |
| ATA  | Victor Boniface    | Bayer Leverkusen  | [ 12 ] |